# Big Ole Freak
«Big Ole Freak» — сингл американской рэперши Megan Thee Stallion. Он был выпущен на US rhythmic contemporary radio 22 января 2019 как второй сингл с её второго мини-альбома Tina Snow. Он дебютировал под номером 99 и достиг 65 позиции в американском чарте Billboard Hot 100. Сингл стал её первой песней, попавшей в чарты. 3 июня 2020 он был сертифицирован платиновым американской ассоциацией звукозаписывающих компаний (RIAA).

## История
В «Big Ole Freak» используются семплы из композиций Al B. Sure! «Nite and Day» с его дебютного студийного альбома, In Effect Mode (1988) и Immature «Is It Love This Time» с их дебютного студийного альбома, On Our Worst Behavior.

## Критический приём
Rolling Stone отметил, что в песне есть «откровенно чувственный рэп» и «воздушная мелодия».

## Музыкальное видео
Видеоклип на песню был выпущен 28 февраля 2019. Он был срежиссирован Munachi Osegbu.

## Чарты
| Чарт (2019)                           | Высшая позиция |
| ------------------------------------- | -------------- |
| США (Billboard Hot 100)               | 65             |
| США (Billboard Hot R&B/Hip-Hop Songs) | 25             |
| США (Billboard Rhythmic)              | 21             |

| Чарт (2019)                           | Позиция |
| ------------------------------------- | ------- |
| США (Billboard Hot R&B/Hip-Hop Songs) | 67      |